# مراد آرتين
مراد آرتين ((بالأرمنية: Մուրադ Արթինը)‏, ولد في 6 كانون الثاني / يناير 1960 في العراق, وهو سياسي سويدي-أرمني عضو حزب اليسار وعمل في البرلمان في الفترة من 1998 إلى 2002. كان مراد عضواً في لجنة الشؤون الخارجية. منذ عام 2003 وهو مفوض بلدية في بلدية أوربرو.